# Lecco Calcio 1979-1980
Questa pagina raccoglie le informazioni riguardanti il Lecco Calcio S.p.a. nelle competizioni ufficiali della stagione 1979-1980.

## Stagione
Nella stagione 1979-1980 il Lecco ha disputato il girone A del campionato di Serie C1. Con 21 punti ha ottenuto il sedicesimo posto in classifica ed è retrocesso in Serie C2 con Pergocrema, Alessandria e Biellese. Il campionato è stato vinto con 48 punti dal Varese, davanti al Rimini con 45 punti. Sono state entrambe promosse in Serie B.
Nella Coppa Italia di Serie C il Lecco vince il quinto girone di qualificazione, disputato prima del campionato, eliminando Seregno e Aurora Desio, poi nei sedicesimi di finale della manifestazione cede il passaggio al Varese.

## Rosa
| N. |                   | Ruolo | Calciatore         |
| -- | ----------------- | ----- | ------------------ |
|    | Italia (bandiera) | D     | Roberto Arrigoni   |
|    | Italia (bandiera) | C     | Paolo Bocchinu     |
|    | Italia (bandiera) | D     | Gilberto Bonini    |
|    | Italia (bandiera) | C     | Claudio Bozzini    |
|    | Italia (bandiera) | C     | Gianfranco Bramini |
|    | Italia (bandiera) | A     | Achille Cattaneo   |
|    | Italia (bandiera) | D     | Daniele Cerletti   |
|    | Italia (bandiera) | A     | Franco Ciapponi    |
|    | Italia (bandiera) | A     | Fabio Corti        |
|    | Italia (bandiera) | P     | Claudio Dal Bello  |
|    | Italia (bandiera) | D     | Maurizio Gabbana   |

| N. |                   | Ruolo | Calciatore        |
| -- | ----------------- | ----- | ----------------- |
|    | Italia (bandiera) | A     | Giuseppe Giavardi |
|    | Italia (bandiera) | A     | Crescenzo Izzo    |
|    | Italia (bandiera) | C     | Rossano Medea     |
|    | Italia (bandiera) | A     | Marco Ortelli     |
|    | Italia (bandiera) | C     | Giuseppe Pala     |
|    | Italia (bandiera) | A     | Pietro Perini     |
|    | Italia (bandiera) | C     | Gianpiero Pozzoli |
|    | Italia (bandiera) | P     | Fausto Rigamonti  |
|    | Italia (bandiera) | D     | Roberto Santi     |
|    | Italia (bandiera) | D     | Patrizio Trussoni |

## Risultati

### Campionato

#### Girone di andata
| Arbitro: | Valente (Monfalcone) |

|  |           |            |
|  | Marcatori | 75’ Bonini |

| Arbitro: | Meschini (Perugia) |

|  |           |                       |
|  | Marcatori | 18’ Melillo 41’ Vella |

| Arbitro: | Esposito (Torre del Greco) |

|            |           |  |
| Magrini 4’ | Marcatori |  |

| Arbitro: | Lamorgese (Potenza) |

|                        |           |  |
| Cazzola 5’ Garlini 80’ | Marcatori |  |

| Arbitro: | Sguizzato (Verona) |

|              |           |  |
| Giavardi 44’ | Marcatori |  |

| Arbitro: | Falsetti (Roma) |

|            |           |  |
| Frutti 76’ | Marcatori |  |

| Arbitro: | Boschi (Parma) |

|                         |           |              |
| Perini 61’ Giavardi 66’ | Marcatori | 6’ Inselvini |

| Arbitro: | Pampana (Pisa) |

|                                     |           |              |
| Giavardi 24’ Riccardino 338’ (aut.) | Marcatori | 82’ Jacolino |

| Arbitro: | Savalli (Trapani) |

|             |           |             |
| Monaldo 76’ | Marcatori | 5’ Trussoni |

| Arbitro: | Pirandola (Lecce) |

|                  |           |                        |
| Medea 83’ (rig.) | Marcatori | 30’ Limido 49’ Ascagni |

| Arbitro: | Testa (Prato) |

|                               |           |                  |
| Cinforto 53’, 89’ Parlato 90’ | Marcatori | 18’ (rig.) Medea |

| Arbitro: | Corigliano (Crotone) |

|  |           |                            |
|  | Marcatori | 38’ Palazzi 77’ Fiorentini |

| Arbitro: | Laricchia (Bari) |

|                       |           |           |
| Sacco 16’ Saibene 25’ | Marcatori | 35’ Corti |

| Arbitro: | Vallesi (Pisa) |

|              |           |                           |
| Trussoni 24’ | Marcatori | 24’ Crepaldi 38’ Skoglund |

| Arbitro: | Pairetto (Torino) |

|  |           |                                |
|  | Marcatori | 15’ Lamia Caputo 26’ Mugianesi |

| Arbitro: | Baldi (Roma) |

|                                  |           |  |
| P. Mariani 78’ Franceschelli 90’ | Marcatori |  |

| Lecco 27 gennaio 1980 17ª giornata | Lecco                      | 0 – 0 | Triestina | Stadio Mario Rigamonti\| Arbitro: \| Esposito (Torre del Greco) \| |
| Arbitro:                           | Esposito (Torre del Greco) |       |           |                                                                    |

#### Girone di ritorno
| Arbitro: | Bianciardi (Siena) |

|              |           |                |
| Bocchinu 49’ | Marcatori | 47’ Gramignoli |

| Arbitro: | Ronchetti (Carpi) |

|                           |           |  |
| Pietropaolo 52’ Vella 62’ | Marcatori |  |

| Arbitro: | Pezzella (Frattamaggiore) |

|                  |           |              |
| Medea 49’ (rig.) | Marcatori | 82’ Marchesi |

| Arbitro: | Lombardo (Marsala) |

|              |           |             |
| Bocchinu 77’ | Marcatori | 79’ Garlini |

| Arbitro: | Luci (Firenze) |

|                       |           |  |
| Cerrone 47’ Massi 74’ | Marcatori |  |

| Arbitro: | Vallesi (Pisa) |

|  |           |              |
|  | Marcatori | 75’ Falcetta |

| Alessandria 16 marzo 1980 24ª giornata | Alessandria          | 0 – 0 | Lecco | Stadio Giuseppe Moccagatta\| Arbitro: \| Polacco (Conegliano) \| |
| Arbitro:                               | Polacco (Conegliano) |       |       |                                                                  |

| Arbitro: | Meschini (Perugia) |

|                                       |           |                                |
| Jacolino 10’ Scienza 66’ Arrigoni 74’ | Marcatori | 15’ (aut.) Pagura 52’ Ciapponi |

| Arbitro: | Testa (Prato) |

|  |           |              |
|  | Marcatori | 44’ Guidetti |

| Arbitro: | Corigliano (Crotone) |

|              |           |  |
| G. Salvi 47’ | Marcatori |  |

| Arbitro: | Pampana (Pisa) |

|              |           |               |
| Bocchinu 52’ | Marcatori | 12’ Foscarini |

| Arbitro: | Rinaldi (Caserta) |

|                           |           |              |
| Rabitti 71’ Reverberi 87’ | Marcatori | 49’ Bocchinu |

| Arbitro: | Pellicanò (Reggio Calabria) |

|              |           |  |
| Giavardi 50’ | Marcatori |  |

| Arbitro: | Meschini (Perugia) |

|  |           |              |
|  | Marcatori | 14’ Giavardi |

| Cremona 25 maggio 1980 32ª giornata | Cremonese          | 0 – 0 | Lecco | Stadio Giovanni Zini\| Arbitro: \| Lombardo (Marsala) \| |
| Arbitro:                            | Lombardo (Marsala) |       |       |                                                          |

| Arbitro: | Polacco (Conegliano) |

|  |           |                              |
|  | Marcatori | 53’ Franceschelli 76’ Marchi |

| Arbitro: | Tarantola (Genova) |

|                           |           |  |
| Coletta 74’ Quadrelli 84’ | Marcatori |  |

### Coppa Italia

#### Quinto girone
| Arbitro: | Pairetto (Torino) |

|                            |           |  |
| Cavagnetto 56’ Fiaschi 87’ | Marcatori |  |

| 30 agosto 1978 2ª giornata |  | – Turno riposo Lecco |  |  |

| Lecco 3 settembre 1978 3ª giornata | Lecco              | 0 – 0 | Seregno | Stadio Mario Rigamonti\| Arbitro: \| Armienti (Bologna) \| |
| Arbitro:                           | Armienti (Bologna) |       |         |                                                            |

| Arbitro: | Vitali (Bologna) |

|                     |           |  |
| 40’ (aut.) Melgrati | Marcatori |  |

| 17 settembre 1978 5ª giornata |  | – Turno riposo Lecco |  |  |

| Arbitro: | Leni (Perugia) |

|                            |           |  |
| Grassi 43’ Magliofiore 71’ | Marcatori |  |